# فضای خیال
«فضای خیال» (به انگلیسی: Dreamspace) آلبومی از استراتوواریوس است که در فوریه ۱۹۹۴ منتشر شد.